# Małgorzata Lipowska
Małgorzata Lipowska – polska psycholog, profesor nauk społecznych.

## Życiorys
W 1996 ukończyła studia psychologiczne na Uniwersytecie Gdańskim, 15 czerwca 2000 obroniła pracę doktorską Profil rozwoju kompetencji fonologicznej dzieci w wieku przedszkolnym, 10 maja 2012 habilitowała się na podstawie pracy zatytułowanej Dysleksja i ADHD - współwystępujące zaburzenia rozwoju. Neuropsychologiczna analiza deficytów pamięci. W 2023 uzyskała tytuł profesora nauk społecznych.
Pracowała w Ateneum – Szkole Wyższej w Gdańsku na Wydziale Studiów Edukacyjnych.
Objęła funkcję profesora UG. Była zastępcą dyrektora w Instytucie Psychologii, a także prodziekanem na Wydziale Nauk Społecznych Uniwersytetu Gdańskiego. Piastuje funkcję dyrektora Instytutu Psychologii Wydziału Nauk Społecznych Uniwersytetu Gdańskiego.
Piastuje stanowisko skarbnika Polskiego Towarzystwa Neuropsychologicznego.
Jest córką profesora Jana Ciechowicza (1949 –2017), historyka teatru i literaturoznawcy.